# Andreas Raelert
Andreas Raelert (* 11. August 1976 in Rostock) ist ein ehemaliger deutscher Triathlet. Er ist Triathlon-Europameister auf der Mitteldistanz (2012), zweifacher Olympionike (2000, 2004), mehrfacher Ironman-Sieger sowie dreimal Zweiter bei der Ironman World Championship auf Hawaii (2010, 2012 und 2015). Er wird in der Bestenliste deutscher Triathleten auf der Ironman-Distanz geführt.

## Sportlicher Werdegang
Raelert begann seine sportliche Laufbahn bereits im Vorschulalter als Schwimmer. 1992 wechselte er zur Sportart Triathlon beim TC FIKO Rostock. Bereits 1993 wurde er in die deutsche Nationalmannschaft berufen.
Raelerts Stärke ist seine Ausgewogenheit in allen drei Sportarten. Nach dem Abitur im Jahre 1996 wurde er in die Sportfördergruppe der Bundeswehr in Mainz berufen, der er bis 2009 angehörte. In der Triathlon-Bundesliga startete Raelert für das EJOT Team TV Buschhütten. Auch sein jüngerer Bruder Michael (* 1980) ist aktiver Triathlet.

### Olympische Sommerspiele 2004
Er ist neben Jan Frodeno (2008, 2012) und Maik Petzold (2004, 2012) einer von drei männlichen deutschen Triathleten, die bereits zweimal bei Olympischen Spielen teilnahmen (Anja Dittmer nahm bereits viermal an Olympischen Spielen teil). Raelert wurde in Sydney/Australien 2000 Zwölfter und in Athen 2004 Sechster.
2005 begann Andreas Raelert ein Fernstudium der Betriebswirtschaftslehre an der Fernuniversität Hagen. 2009 erreichte er bei der Ironman World Championship auf Hawaii – erst sein drittes Ironman-Rennen – als bester Deutscher den dritten Rang. Gleichzeitig wurde er mit dem Wechsel auf die Langdistanz aus der deutschen Nationalmannschaft verabschiedet.

### Sieger Ironman European Championship 2010
2010 gewann Andreas Raelert die Ironman European Championship in Frankfurt. Nach einer guten Schwimmleistung konnte er seine Führung auf dem Rad ausbauen. Trotz verlängerter Strecke (5 km länger wegen Bauarbeiten) stellte er mit dem Rad einen neuen Streckenrekord auf (4:20:35 h) und wechselte mit über zehn Minuten Vorsprung auf die Laufstrecke. Auf Hawaii wurde er dann im Oktober 2010 Zweiter bei der Ironman World Championship.
Am 10. Juli 2011 unterbot Raelert mit einem Sieg bei dem Challenge Roth die erst eine Woche zuvor erreichte Weltbestzeit des Belgiers Marino Vanhoenacker um fast fünf Minuten. Er hielt diese Weltbestzeit auf der Langdistanz mit 7:41:33 h bis zum 17. Juli 2016, als ebenfalls in Roth Jan Frodeno diese auf 7:35:39 h verbesserte. Gleichzeitig verbesserte er die Weltbestzeit für die Raddistanz über die 180 km um beinahe zweieinhalb Minuten auf 4:11:43 h. Diese Marke wurde am 3. November 2012 von Andrew Starykowicz aus den USA beim Ironman Florida auf 4:04:39 h verbessert.

### Triathlon-Europameister Mitteldistanz 2012
Im Juni 2012 wurde er Triathlon-Europameister auf der Mitteldistanz und im Oktober auf Hawaii Zweiter bei der Ironman World Championship auf Hawaii.
Im Juni 2013 gewann Raelert den Ironman in Klagenfurt. Wegen eines auf der Radstrecke erlittenen Muskelbündelrisses konnte er die nächsten zwei Rennen auf der Langdistanz nicht beenden.
Im Oktober 2015 belegte er nach 2010 und 2012 zum dritten Mal den zweiten Platz bei der Ironman World Championship auf Hawaii. Mit seinem zweiten Platz stand Andreas Raelert zum fünften Mal bei der „Flower Ceremony“ auf dem Siegespodest – häufiger als jeder andere deutsche Triathlet auf Hawaii. Zuvor teilte er sich diese Position mit dem ersten deutschen Hawaii-Sieger Thomas Hellriegel, der neben seinem Sieg 1997 auch zwei zweite und einen dritten Platz auf Hawaii zu seinen Erfolgen zählen kann. Im Mai 2016 musste Andreas Raelert seinen für Juli geplanten Start beim Ironman Germany (European Championships) wegen einer Stressfraktur im Oberschenkel absagen.
2019 musste er im Juli beim Ironman Hamburg an zweiter Stelle liegend das Rennen bei Kilometer 26 der Laufstrecke beenden. Raelert kündigte an, seine aktive Zeit mit Ende der Saison 2021 beenden zu wollen und im April 2023 beendete er seine aktive Zeit.

### Privates
Im Juli 2009 lernte Andreas Raelert am Rande des Ironman in Frankfurt die Sporttherapeutin Julia Böttner aus Wiesbaden kennen. Nach drei Jahren wechselseitigen Pendelns zwischen Rostock und Wiesbaden übernahm sie 2012 das Management von Andreas Raelert und seinem Bruder Michael. Im Mai 2015 fand die standesamtliche Hochzeit von Andreas und Julia Raelert statt, am 24. Oktober 2015 die kirchliche Trauung und im Januar 2016 kam ihr Sohn zur Welt. Andreas Raelert lebt mit seiner Familie in Rostock.

## Auszeichnungen
- Für 2009, 2010 und 2011 wurde Andreas Raelert von den Lesern der Zeitschrift „Triathlon“ zum Triathleten des Jahres gewählt.
- Bei der Wahl zum Sportler des Jahres wählten die rund 3000 im VDS organisierten Sportjournalisten Andreas Raelert sowohl 2010 wie auch 2011 jeweils auf den siebzehnten Platz.[13]

## Sportliche Erfolge
| Datum/Jahr    | Rang | Wettbewerb                                         | Austragungsort | Zeit        | Bemerkung |
| ------------- | ---- | -------------------------------------------------- | -------------- | ----------- | --- |
| 19. Juni 2011 | 1    | Stadttriathlon Erding                              | Erding         | 01:57:32    | Sieg vor Fabian Conrad und Ralf Preissl                                                                               |
| 7. Aug. 2010  | 1    | Güstrower Triathlon                                | Güstrow        | 01:54:44    | Sieger auf der olympischen Distanz – neben Ines Estedt                                                                |
| 20. Juni 2010 | 3    | Stadttriathlon Erding                              | Erding         | 01:58:27    | hinter seinem Bruder Michael Raelert und dem Zweiten Michael Göhner (1,5 km Schwimmen, 44 km Radfahren, 10 km Laufen) |
| 9. Mai 2010   | 4    | Siegerland-Cup                                     | Buschhütten    | 01:43:59    | 1 km Schwimmen, 41,7 km Radfahren und 10 km Laufen                                                                    |
| 10. Mai 2009  | 3    | Siegerland-Cup                                     | Buschhütten    |             | |
| 26. Apr. 2009 | 5    | St. Anthony’s Triathlon                            | St. Petersburg |             | 1,5 km Schwimmen, 40 km Radfahren und 10 km Laufen                                                                    |
| 4. Apr. 2009  | 3    | ITU Triathlon Oceania Cup                          | New Plymouth   | 01:51:50    | Dritter hinter dem Sieger Bevan Docherty                                                                              |
| 29. März 2009 | 7    | ITU Triathlon World Cup                            | Mooloolaba     | 01:53:40    | [ 16 ] |
| 23. Aug. 2008 | 1    | Mondsee-Triathlon                                  | Mondsee        | 01:49:47    | Sieg vor dem Österreicher Norbert Langbrandtner (1,5 km Schwimmen, 38 km Radfahren und 9,85 km Laufen)                |
| 2. Aug. 2008  | 5    | DTU Deutsche Triathlon-Meisterschaft Sprintdistanz | Gelsenkirchen  |             | Deutsche Meisterschaft auf der Sprintdistanz                                                                          |
| 15. Juni 2008 | 1    | CISM Militär-Weltmeisterschaft Triathlon           | Otepää         | 01:49:25,4  | Sieger bei der Militär-Weltmeisterschaft auf der olympischen Distanz, vor Maik Petzold                                |
| 10. Mai 2008  | 4    | ETU Triathlon European Championships               | Lissabon       | 01:53:54    | Europameisterschaft                                                                                                   |
| 26. Aug. 2004 | 6    | Olympische Spiele 2004                             | Athen          | 01:52:35,62 | 1,5 km Schwimmen, 40 km Radfahren und 10 km Laufen                                                                    |
| 2003          | 2    | DTU Deutsche Triathlon-Meisterschaft Kurzdistanz   | Stuttgart      |             | Deutscher Vizemeister auf der Kurzdistanz hinter Maik Petzold                                                         |
| 16. Juni 2002 | 2    | DTU Deutsche Triathlon-Meisterschaft Kurzdistanz   | Frankfurt      | 01:43:55    | Deutscher Vizemeister auf der Kurzdistanz hinter Daniel Unger                                                         |
| 13. Mai 2001  | 8    | ITU Triathlon World Cup                            | Rennes         | 01:46:52    | |
| 10. Juni 2001 | 2    | DTU Deutsche Triathlon-Meisterschaft Kurzdistanz   | Frankfurt      | 01:43:36    | Deutscher Vizemeister auf der Kurzdistanz hinter Lothar Leder                                                         |
| 25. Aug. 2000 | 6    | ITU Triathlon World Cup                            | Lausanne       | 01:54:54    | |
| 23. Juni 2001 | 6    | ETU Triathlon European Championships               | Karlsbad       | 02:05:02    | [ 19 ] |
| 16. Sep. 2000 | 12   | Olympische Spiele 2000                             | Sydney         | 01:49:31,28 | [ 20 ] |
| 16. Apr. 2000 | 9    | ITU Triathlon World Cup                            | Sydney         | 01:50:39    | |
| 5. Juli 1997  | 24   | ETU Triathlon European Championships               | Vuokatti       | 02:04:27    | |
| 24. Aug. 1996 | 2    | ITU Triathlon World Championship Junior Men        | Cleveland      | 01:49:42    | |
| 1996          | 3    | ETU Triathlon European Championship Junior Men     | Szombathely    |             | Junioren-Europameisterschaft                                                                                          |
| 28. Juli 1996 | 1    | DTU Deutsche Triathlon-Meisterschaft Junioren      | Landau         | 01:54:02    | Deutscher Junioren-Meister Triathlon                                                                                  |
| 12. Nov. 1995 | 23   | ITU Triathlon World Championship Junior Men        | Cancún         | 02:01:26    | Junioren-Weltmeisterschaft                                                                                            |
| 3. Sep. 1995  | 3    | DTU Deutsche Triathlon-Meisterschaft Junioren      | Xanten         | 01:57:45    | hinter Markus Forster und Dirk Bockel                                                                                 |
| 30. Juli 1995 | 3    | ETU Triathlon European Championship Junior Men     | Stockholm      | 01:53:10    | Junioren-Europameisterschaft                                                                                          |

| Datum/Jahr    | Platz | Wettbewerb                                           | Austragungsort | Zeit     | Bemerkung |
| ------------- | ----- | ---------------------------------------------------- | -------------- | -------- | --- |
| 8. Dez. 2018  | 6     | Ironman 70.3 Bahrain                                 | Manama         | 03:40:01 | [ 21 ] |
| 2. Juli 2017  | 1     | Ironman 70.3 Edinburgh                               | Edinburgh      | 03:55:21 | Sieger bei der Erstaustragung |
| 11. Juni 2017 | 1     | Keszthely Triathlon                                  | Keszthely      | 03:47:05 | Sieger auf der Mitteldistanz |
| 19. Apr. 2016 | 3     | Cannes International Triathlon                       | Cannes         | 03:34:10 | auf der Mitteldistanz (2 km Schwimmen, 80 km Radfahren und 16 km Laufen)                                                                                                   |
| 9. Aug. 2015  | 2     | Ironman 70.3 Germany                                 | Wiesbaden      | 04:05:03 | [ 23 ] |
| 2. Mai 2015   | 3     | Ironman 70.3 St. George                              | St. George     | 03:53:39 | |
| 10. Aug. 2014 | 1     | Herbalife Triathlon                                  | Gdynia         | 03:54:44 | Sieger auf der Mitteldistanz |
| 10. Mai 2014  | 3     | Ironman 70.3 Mallorca                                | Alcúdia        | 03:53:49 | |
| 9. Juni 2013  | 21    | DTU Deutsche Triathlon-Meisterschaft Mitteldistanz   | Kraichgau      | 04:28:03 | Deutsche Meisterschaft auf der Mitteldistanz bei dem Challenge Kraichgau                                                                                                   |
| 11. Mai 2013  | 3     | Ironman 70.3 Mallorca                                | Alcudia        | 03:54:43 | |
| 21. Apr. 2013 | 1     | Ironman 70.3 New Orleans                             | New Orleans    | 03:45:54 | |
| 2. Sep. 2012  | 1     | Challenge Walchsee-Kaiserwinkl                       | Walchsee       | 03:48:48 | Sieg mit neuem Streckenrekord |
| 10. Juni 2012 | 1     | ETU Middle Distance Triathlon European Championships | Kraichgau      | 03:48:15 | Europameister auf der Halbdistanz mit Sieg und neuem Streckenrekord im Rahmen der Challenge Kraichgau                                                                      |
| 20. Mai 2012  | 2     | Ironman 70.3 Austria                                 | St. Pölten     | 03:55:24 | [ 24 ] |
| 4. Sep. 2011  | 1     | Cologne 226 Half                                     | Köln           | 03:48:26 | |
| 5. Juni 2011  | 1     | Challenge Kraichgau                                  | Kraichgau      | 03:51:05 | Sieg auf der Mitteldistanz vor Sebastian Kienle und François Chabaud |
| 14. Mai 2011  | 1     | Ironman 70.3 Mallorca                                | Alcudia        | 03:49:49 | [ 25 ] |
| 5. Sep. 2010  | 1     | Cologne Classic                                      | Köln           | 03:40:18 | Andreas Raelert konnte seinen Sieg auf der Mitteldistanz (Cologne 226 Half) mit seinem Sieg in neuer Streckenrekordzeit erfolgreich verteidigen.                           |
| 30. Mai 2010  | 3     | Ironman 70.3 Austria                                 | St. Pölten     | 03:47:29 | [ 27 ] |
| 6. Sep. 2009  | 1     | Cologne Classic                                      | Köln           | 03:54:27 | Sieg auf der Mitteldistanz |
| 8. Okt. 2008  | 2     | Ironman 70.3 World Championships                     | Clearwater     | 03:40:42 | Zweiter bei der Ironman 70.3 World Championship (Ironman 70.3 Clearwater) – nur 32 Sekunden hinter dem Sieger Terenzo Bozzone, der für Neuseeland startet                  |
| 7. Sep. 2008  | 1     | Ironman 70.3 Monaco                                  | Monaco         | 04:10:10 | Nach der verpassten Olympiaqualifikation gelang Raelert ein beachtenswerter Einstieg auf der halben Ironman-Distanz (1,9 km Schwimmen, 90 km Radfahren und 21,1 km Laufen) |

| Datum/Jahr    | Platz | Wettbewerb             | Austragungsort | Zeit       | Bemerkung |
| ------------- | ----- | ---------------------- | -------------- | ---------- | --- |
| 28. Juli 2019 | DNF   | Ironman Hamburg        | Hamburg        | –          | Rennabbruch an zweiter Stelle liegend bei km 26 der Laufstrecke |
| 25. Mai 2019  | DNF   | Ironman Lanzarote      | Lanzarote      | –          | Rennabbruch auf Grund von Magenkrämpfen |
| 28. Mai 2017  | 25    | Ironman Brasil         | Florianópolis  | 09:02:20   | |
| 8. Okt. 2016  | DNF   | Ironman Hawaii         | Hawaii         | –          | achter Start auf Hawaii; vorzeitiger Abbruch aufgrund von Schmerzen im linken Oberschenkel |
| 10. Okt. 2015 | 2     | Ironman Hawaii         | Hawaii         | 08:17:43   | Zweiter bei der Ironman World Championship |
| 5. Juli 2015  | 6     | Ironman Germany        | Frankfurt      | 08:09:53   | Ironman European Championship |
| 16. Mai 2015  | DNF   | Ironman Texas          | The Woodlands  | –          | |
| 11. Okt. 2014 | 769   | Ironman Hawaii         | Hawaii         | 10:49:09   | bei der Ironman World Championship mit Magenproblemen auf der Laufdistanz |
| 17. Aug. 2014 | 3     | Ironman Mont-Tremblant | Québec         | 08:38:31   | [ 33 ] |
| 6. Juli 2014  | DNF   | Ironman Germany        | Frankfurt      | –          | Rennabbruch nach 25 km auf der Laufstrecke – auf Rang vier liegend |
| 12. Okt. 2013 | DNF   | Ironman Hawaii         | Hawaii         | –          | |
| 30. Juni 2013 | 1     | Ironman Austria        | Klagenfurt     | 07:59:51   | |
| 13. Okt. 2012 | 2     | Ironman Hawaii         | Hawaii         | 08:23:40   | Zweiter bei der Ironman World Championship |
| 8. Juli 2012  | 4     | Ironman Germany        | Frankfurt      | 08:17:36   | Ironman European Championship |
| 8. Okt. 2011  | 3     | Ironman Hawaii         | Hawaii         | 08:11:07   | mit der viertschnellsten Laufzeit für die Marathon-Distanz (2:47:48 Stunden) bei der Ironman World Championship                                                                                |
| 7. Aug. 2011  | 316   | Ironman Regensburg     | Regensburg     | 10:21:05   | Start trotz Fußverletzung im Rahmen einer Charity-Aktion, in der Raelert und seine Sponsoren 10–20 € pro vor ihm platziertem Teilnehmer spendeten, wodurch sich insgesamt ca. 7.000 € ergaben. |
| 10. Juli 2011 | 1     | Challenge Roth         | Roth           | 07:41:33   | Splits: 00:46:18-04:11:43-02:40:52 |
| 9. Okt. 2010  | 2     | Ironman Hawaii         | Hawaii         | 08:12:17   | Zweiter bei der Ironman World Championship – nur 100 Sekunden hinter dem Australier Chris McCormack                                                                                            |
| 4. Juli 2010  | 1     | Ironman Germany        | Frankfurt      | 08:05:15,7 | Ironman European Championship |
| 10. Okt. 2009 | 3     | Ironman Hawaii         | Hawaii         | 08:24:32   | Raelert erreichte bei seinem ersten Start auf Hawaii mit dem zweitschnellsten Marathon des Tages (2:51:04 h) den dritten Rang. Im Anschluss an das Rennen berichtet er von Erinnerungslücken.  |
| 5. Juli 2009  | 4     | Ironman Germany        | Frankfurt      | 08:03:29   | [ 37 ] |
| 6. Apr. 2008  | 1     | Ironman Arizona        | Tempe          | 08:14:16   | Bei seinem Debüt über die Langdistanz konnte Andreas Raelert den Streckenrekord in Arizona im November 2008 vor dem Amerikaner Chris Lieto um mehr als 6 min auf 8:14:16 h verbessern.         |

| Datum/Jahr    | Rang | Wettbewerb     | Austragungsort | Zeit     | Bemerkung |
| ------------- | ---- | -------------- | -------------- | -------- | --------- |
| 21. Apr. 2014 | 1    | Oster-Duathlon | Godern         | 00:55:51 | [ 39 ]    |

(DNF – Did Not Finish)